# Hayward (California)
Hayward es una ciudad ubicada en el condado de Alameda al norte de California a unos 10 KM de la ciudad de Oakland y a unos 30 km de San Francisco en el estado estadounidense de California. Según el censo de 2010 tiene una población de 151.300 habitantes y una densidad poblacional de 1.369,5 personas por km². Es una pequeña ciudad familiar en donde la sociedad está integrada por familias de diferentes orígenes tanto estadounidenses como mexicanos, afganos, chinos, guatemaltecos e inmigrantes de otros países del mundo. 
Hayward es un lugar tranquilo. Tiene vías de acceso rápidas y sencillas para llegar a San Francisco, Oakland, Alameda, San José y Castro Valley, se puede llegar a estas opciones en BART que es un sistema de transporte colectivo ferroviario Bay area rapid transit o en automóvil.
En Hayward se pueden encontrar opciones gastronómicas interesantes y variadas debido a la variedad de culturas que integran su población.

## Geografía
Hayward se encuentra ubicada en las coordenadas 37°40′8″N 122°4′51″O / 37.66889, -122.08083. Según la Oficina del Censo, la ciudad tiene un área total de 163.3 km² (63 sq mi), de la cual 114.8 km² (44.3 sq mi) es tierra y 48.5 km² (18.7 sq mi) (29.68%) es agua. 

## Demografía
Los ingresos medios por hogar en la ciudad eran de $51.177, y los ingresos medios por familia eran $54.712. Los hombres tenían unos ingresos medios de $37.711 frente a los $31.481 para las mujeres. La renta per cápita para la localidad era de $19.695. Alrededor del 7.2% de las familias y del 10.0% de la población estaban por debajo del umbral de pobreza.

## Educación
El Distrito Escolar Unificado de Hayward gestiona escuelas públicas.
Hayward cuenta con escuelas públicas de todos los niveles escolares, inclusive la Universidad de Hayward.

## Ciudades hermanadas
- Funabashi, Japón[2]
- Ghazni, Afganistán[2]
- Arandas, México[2]

## Personajes célebres
- James Graham Cooper
- Dwayne Johnson
- Art Larsen